# 双边主义
双边主义（英語：Bilateralism）是指两个国际关系行为体之间进行政策协调的实践，是与单边主义、多边主义相对应的概念。
两个国际关系行为体之间相互交往所发生的关系，包括政治、经济、军事、文化、法律等各种关系则被称为双边关系。

## 例子
- 澳大利亚和加拿大有双边关系，两国政府相似，价值观相似，国家元首头衔相同。 1895年，加拿大政府派遣约翰 · 拉克前往悉尼建立贸易委员会，1935年，加拿大派遣查尔斯 · 伯切尔(澳大利亚首位加拿大高级专员)正式确立两国关系。[3] 两国都是战时盟友，两国的贸易和经济关系非常紧密。
- 印度和尼泊尔自古以来就有双边关系，甚至在公元前563年佛诞生之前。 在现代，这种传统的关系得到了书面条约的确认。 印度和尼泊尔的友好条约于1950年7月签署。 这对两国都产生了经济和政治上的重要影响。 2011年，两国签署了新的双边投资促进和保护协定。 这些双边条约在国际投资法的演变中发挥了重要作用。 两国公民可以无需护照或签证自由过境，在任何一个国家生活和工作，并在任何一个国家拥有财产和业务。 廓尔喀人是印度军队的一部分。 数百万尼泊尔人长期生活在印度。[4]
- 美国与几个东亚国家有双边关系，特别是韩国、日本和台湾。 在美日安全条约期间，美国与日本结成了双边联盟。 美国还在1953年的《美韩驻军地位协定》中与朝鲜建立了双边联盟，在1954年的《中美共同防御条约》中与中华民国建立了双边联盟。 美国与以北约为中心的多边联盟的欧洲国家的关系不同，美国更喜欢与每个东亚国家建立直接关系。 美国倾向于与每个国家建立直接联系，而不是建立安全联盟或举办峰会。 从历史和政治角度看，东亚地区的每个国家都可能成为任何其他国家的对手或目标。 因此，建立相互依赖的多边联盟是比较困难的。 美国选择双边条约的一个主要原因是为了避免冲突，多边条约可能就是这种情况(比如多边条约存在缺陷的风险)。 一个例子是“ hub and spokes”引用，其中美国是“ hub”，东亚国家是“ pokes”; 它们都与美国有联系，但彼此之间没有联系。[5]
  - 与北约等多边关系相比，在讨论美国为什么选择与东亚国家建立双边关系时，有许多独特的因素。 首先，美国与欧洲国家有着长期存在的关系。 因此，美国更容易建立和形成这种多边纽带。 Victor Cha 说: “ Acheson 认为北约是一个长期审议过程的产物，西欧大国在请求美国帮助之前已经仔细制定了集体防御计划，最能说明问题的是，美国将北约视为一个共同的集体防御安排。”另一个促成因素是东亚相对于欧洲的地理位置。[5] 因为欧洲是“联系在一起的”，所以对安全和经济更有利。 而在东亚，国家之间隔着一个很大的空间，被大量的水和距离所隔开，这使得美国形成多边联系的条件不那么令人钦佩。 在东亚，也有各种各样的政权: 共产主义政权、专制政权以及民主政权。 与北约国家相比，北约国家是由民主国家组成的，这在创建多边关系方面造成了一定程度的困难。 另一个因素是，北约成员国认识到了同样的威胁来源，那就是苏联。 这使得这些北约成员国达成协议，形成这种多边关系。 然而，在东亚，没有统一的威胁。 对 ROC 而言，中国被视为威胁。 对于韩国(大韩民国，又称韩国) ，朝鲜(朝鲜民主主义人民共和国，又称朝鲜)是威胁。 因此，由于威胁不同，美国与东亚结成同盟困难重重。 在美国选择干预东亚双边联盟背后的许多不同解释中，一些社会历史学家补充说，美国决策者坚信，与欧洲不同，“低等”亚洲人大概不具备复杂的多边安全安排组织所需的复杂程度和责任。 克里斯托弗•海默(Christopher Hemmer)和彼得• J •卡岑斯坦(Peter J. Katzenstein)得出结论: “缺乏信任，宗教和国内价值观只在少数情况下得到共享，种族问题被视为将美国与亚洲分隔开来的一股强大力量。”。[6]
  - 车维德在《权力游戏: 美国在亚洲联盟体系的起源》一文中提出了权力游戏理论，解释了美国决定与东亚国家建立一系列双边联盟的原因。 在任何政治或社会环境中，当一个人利用自己的知识或信息对付他人，以便利用自己的环境优势获取利益时，权力游戏就是常用的手段。 根据权力博弈理论，建立联盟是为了遏制潜在的流氓盟友(流氓国家) ，防止他们采取可能引发更大规模军事冲突和参与的侵略行为。 流氓盟友(流氓国家)包括台湾的蒋介石，谁是公开计划和期待收回中国大陆，和韩国的李承晚，谁想要统一朝鲜半岛。 美国还担心日本将恢复其在亚洲的地区实力。 车维德总结说，战后美国的规划者选择这样一种安全架构，是为了防止东亚亲西方独裁者的侵略，并增加影响力和各国对美国经济的依赖。
  - 美日同盟是为了防止苏联在亚太地区扩张势力和共产主义而建立的双边安全秩序。 美国为日本和其他亚太国家提供安全保护，并提供进入美国市场、技术和供应的机会，作为交换，美国提供外交、经济和后勤支持，据约翰 · 伊肯伯里(John Ikenberry)说，这将导致“更广泛的、以美国为中心的战后反共秩序”。[7]
- 美国也有与巴拿马签订双边协议的历史，从1903年的《海-布瑙-瓦里拉条约》(Hay-Bunau-Varilla Treaty)开始，该条约规定美国有权修建一条运河，并拥有该运河及其附近的财产，而巴拿马是主权国家。 取而代之的是《关于巴拿马运河永久中立和运营的条约》和《巴拿马运河条约》(均签署于1977年)。 两国于2000年签署了一项双边投资条约修正案，两国各执法机构和金融机构之间还签署了几项更为有限的协议。

## 历史
关于双边主义与多边主义的利弊，长期以来一直存在争论。 第一次拒绝双边主义是在第一次世界大战之后，当时许多政治家得出结论认为，战前复杂的双边条约体系使得战争不可避免。 这导致了多边国际联盟(League of Nations)的创立(该组织在26年后失败而解散)。
对双边贸易协定的类似反应发生在大萧条(Great Depression)之后，当时有人认为，此类协定有助于形成一个关税上升的循环，从而加剧了经济衰退。 因此，在第二次世界大战后，西方转向多边协议，如关税及贸易总协定(GATT)。
尽管联合国和世界贸易组织等现代多边体系备受瞩目，但大多数外交仍然是在双边一级进行的。 双边主义具有大多数依赖妥协的多边体系所缺乏的灵活性和便利性。 此外，在力量、资源、金钱、军备或技术方面的差距更容易被双边外交中的强势一方所利用，强大的国家可能会认为这是双边外交的积极方面，相比之下，一国一票规则适用的多边外交形式更受共识驱动。
2017年的一项研究发现，双边税收协定，即使意在“协调国家间避免双重征税和鼓励国际投资的政策”，也会产生意想不到的后果，即允许“跨国公司参与条约购物，国家财政自主权有限，政府往往保持较低的税率。”